# Lac Soldier
Pour les articles homonymes, voir Soldier.
Le lac Soldier (en anglais : Soldier Lake) est un lac américain dans le comté de Tuolumne, en Californie. Il est situé à 3 238 mètres d'altitude au sein de la Yosemite Wilderness, dans le parc national de Yosemite.